# Santa María la Real de Nieva
Santa María la Real de Nieva ist der Hauptort der gleichnamigen Gemeinde; er gehört zur Campiña Segoviana in der spanischen Provinz Segovia, Kastilien-León.

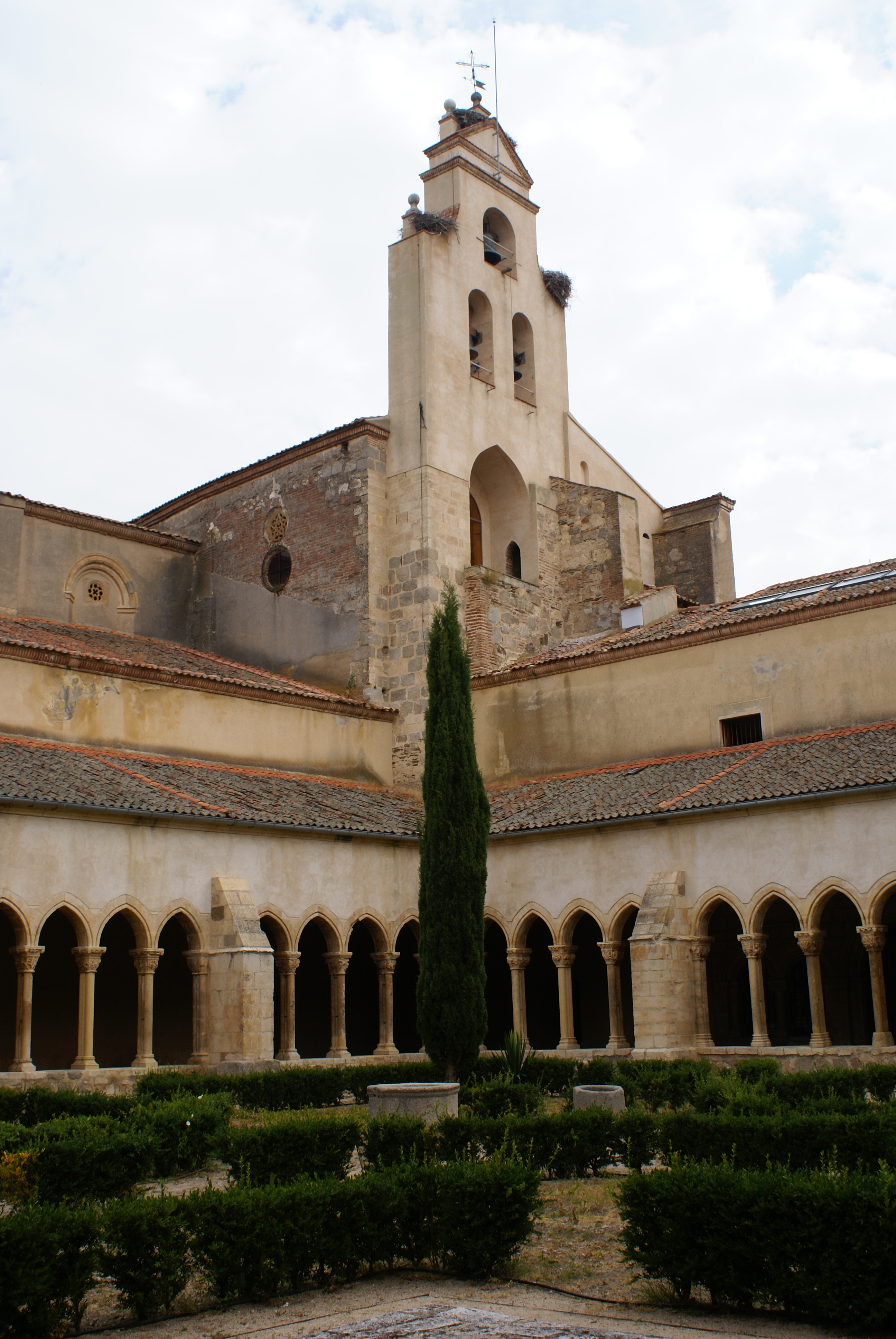
Abtei Nuestra Señora de la Soterraña

Die Gemeinde besteht aus 14 Ortschaften: Aragoneses, Balisa, Hoyuelos, Jemenuño, Laguna Rodrigo, Miguel Ibañez, Ochando, Pascuales, Pinilla-Ambroz, Santa María la Real de Nieva, Santovenia, Paradinas, Tabladillo und Villoslada.
Ein Sohn des Ortes ist der Bischof, Historiker und politischer Theoretiker Rodrigo Sánchez de Arévalo (1404–1470).

## Geschichte
Am 1. April 1441 starb in Santa María la Real de Nieva Blanka (Blanche) II., Königin von Navarra.

## Bevölkerungsentwicklung
- 1991: 1507
- 1996: 1545
- 2001: 1413
- 2004: 1322
- 2007: 1266